# Asoinducals
La Asociación de Industriales del Calzado y Similares, ASOINDUCALS, fue fundada el 28 de septiembre de 1998 en la ciudad de Bucaramanga con el eje principal de agrupar a los industriales del gremio del calzado y empresarios de este renglón industrial.

## Convenios
Asoinducals ha logrado establecer convenios con personas naturales y/o jurídicas públicas o privadas.
- Alcaldía de Bucaramanga
- Gobernación de Santander
- Concurso Nacional de Belleza

### Servicio nacional de aprendizaje SENA
La primera etapa del programa inició en el mes de febrero de 2011, con 620 inscritos, de los cuales hubo 250 seleccionados, teniendo en cuenta la capacidad de los sitios donde se impartió la formación (Centro Industrial del Diseño y la Manufactura en Floridablanca, IPC del SENA en el Norte de Bucaramanga y Escuela de Capacitación de ASOINDUCALS), la maquinaria y el número de instructores disponibles.
En la selección se priorizó las madres cabeza de familia, se tuvo en cuenta el nivel de escolaridad y la disponibilidad horaria
La formación tuvo una duración de seis meses: tres de etapa lectiva y tres de productiva, Una vez culminado el aprendizaje, el SENA acompañó a quienes accedieron al programa para conocer las ventajas y desventajas encontradas en el mercado laboral, los aprendices debieron estar vinculados mínimo durante un año con las empresas involucradas en este proceso.
El Centro Industrial del Diseño y la Manufactura del SENA (Floridablanca) - (Santander) es el único en la región que cuenta con una Planta Piloto de formación para calzado y marroquinería. La institución ha adquirido maquinaria de última tecnología representada en equipos especializados en la aplicación de pegamentos a base de agua, máquinas de dos agujas, zigzadoras de gancho grande, remachadoras de materiales, recortadoras de extremos, calibradores de cueros y herramientas de mano para cada aprendiz.
En 2011 el Centro Industrial del Diseño y la Manufactura del Sena capacitó 743 personas a través de formación titulada, es decir técnicos laborales, tecnológicos y especializaciones técnicas y tecnológicas.

## Eventos
- Reinado Cenicienta Colombia
- Top Model Internacional
- Leather Show
- Santander Fashión Week
- Colombiamoda
- Tunja Fashión
- Apoyo a la Feria de Bucaramanga y Otras pasarelas del país.
- Diseñadores oficiales de Hernán Zajar.

### ExpoAsoinducals
Feria Internacional del Calzado, Cuero y sus Manufacturas, EXPOASOINDUCALS la cual se realiza en el Centro de convenciones NEOMUNDO de la ciudad de Bucaramanga, organizada por Asoinducals con el apoyo del Ministerio de Comercio, Industria y Turismo de Colombia, Propais, Gobernación de Santander, Proexport y la Alcaldía de Bucaramanga, la feria expone calzado y sus manufacturas, materias primas, maquinaria e insumos para el ámbito nacional e internacional.
Cuenta con la presencia del Cuadro Real del Concurso Nacional de Belleza® y una gama de Modelos de talla nacional y local en las principales pasarelas del país, quienes muestran el calzado, bolsos y otros artículos que harán parte de las nuevas colecciones de los expositores, compradores, distribuidores mayoristas e inversionistas que forman parte de este encuentro empresarial.
- El evento se realiza 2 veces al año en los meses de febrero y noviembre.

### ExpoAsoinducals febrero - 2020
El evento tuvo lugar en la ciudad de Bucaramanga, los días 18, 19, 20 y 21 de febrero de 2020 y contó con la presencia de personalidades de talla nacional y local.
INVITADOS ESPECIALES
- María Fernanda Aristizábal - Srta Colombia 2020
- Paula Jiménez García - Srta Antioquia 2020 y 1a Finalista CNB
- Mariana Jaramillo Córdoba - Srta Región Caribe 2020 y 2a Finalista CNB
- Laura Juliana Claro - Srta Norte De Santander 2019 y Srta Colombia En Reina Hispanoaméricana 2019
- Paula Camila Gualdrón - Srta Santander 2020
- Luisa Fernanda Cotes - Srta Magdalena 2020.

Así mismo se realizó una selección por medio de un casting a realizarse los días previos a la feria del calzado 2020; en el cual diferentes modelos de talla nacional y local fueron inscritos oficialmente para participar en el evento.
MODELOS SELECCIONADOS
| Nombres Completos | Edad | Profesión          | Ciudad de Origen |
| ----------------- | ---- | ------------------ | ---------------- |
| Sebastian Moreno  | 25   | Modelo Profesional | Bogotá           |
| Veruska Díaz      | 21   | Modelo Profesional | Bogotá           |
| David Arenas      | 23   | Modelo Profesional | Bucaramanga      |
| Daniela Gutiérrez | 25   | Modelo             | Bucaramanga      |
| Luciana Valente   | 22   | Modelo             | Bucaramanga      |
| Valerie Fonseca   | 26   | Modelo             | Medellín         |
| Stevan Najar      | 21   | Modelo Andrógino   | Tunja            |

### Datos Acerca De Los Modelos Inscritos
Algunos de ellos han participado, en otros desfiles de moda importantes a nivel nacional y local:
- David Arenas participó en el programa de Caracol Tv, La Agencia, Batalla De Modelos.

- Daniela Gutiérrez ha participado en el Santander Fashión Week.

- Valerie Fonseca es una reconocida Modelo en su ciudad.

- Stevan Najar es el primer Modelo Andrógino en desfilar por la pasarela en los 22 años que se ha realizado el evento.

## Zapatilla Real
Este premio se le otorga a la candidata por tener un pie que encaja a la perfección con cualquier calzado que utiliza.
El calzado de Bucaramanga será el calzado oficial del Concurso Nacional de la Belleza hasta el año 2016, luego de un acuerdo entre el presidente del Concurso Nacional de la Belleza, Raimundo Angulo Pizarro, el alcalde encargado de Bucaramanga, Néstor Castro Neira y Wilson Gamboa Meza presidente de la Asociación de Industriales del Calzado y Similares Asoinducals.

## Misiones Comerciales

### Brasil
La Asociación de industriales de calzado y similares Asoinducals envío una misión de empresarios para participar en la feria Courovisão durante los días 27, 28, 29 y 30 de agosto de 2012, con el fin de realizar una misión exploratoria para conocer un poco más de las bondades y/o beneficios del sistema productivo de Brasil y ampliar conocimientos en cuanto a la aplicación del Confort de los productos elaborados en cuero.